# 오 마이 갓 (e스포츠)
오 마이 갓(Oh My God)은 중화인민공화국의 리그 오브 레전드, 리그 오브 레전드: 와일드 리프트, 에이펙스 레전드 프로게임단이다. 과거에는 오버워치, 배틀그라운드 프로게임단을 운영했다.

## 리그 오브 레전드

### 연혁
- 2012년 5월 9일 : Oh My God 창단

### 소속 선수
- 감독 : 저우취린
- 코치 : 허원보

| 이름     | 소환사명 | 포지션  | 비고 |
| -------- | -------- | ------- | ---- |
| 덩즈지안 | shanji   | 탑      |      |
| 마오안   | Aki      | 정글    |      |
| 린잔     | Creme    | 미드    |      |
| 츠즈홍   | 0909     | 미드    |      |
| 다이즈춘 | Able     | AD 캐리 |      |
| 류시위   | COLD     | 서포터  | 주장 |
| 저우커세 | Jerry    | 서포터  |      |

### 주요 성적
- 네스트 2020 12강
- 데마시아 컵 2020 12강
- 2021 리그 오브 레전드 프로리그 스프링 15위
- 2021 리그 오브 레전드 프로리그 서머 9-10위
- 네스트 2021 조별 리그 4위
- 데마시아 컵 2021 8강
- 2022 리그 오브 레전드 프로리그 스프링 11위
- 2022 리그 오브 레전드 프로리그 서머 9-10위

## 배틀그라운드 (해체)

### 연혁
- 2017년 9월 25일 : Oh My God 창단
- 2020년 12월 9일 : 해체

### 주요 성적
- 펍지 글로벌 인비테이셔널 2018 FPP 부문 우승

## 같이 보기
- 리그 오브 레전드 프로리그(LPL)